# Festival de Circ Trapezi
La Fira o el Festival de Circ Trapezi, també conegut com a Fira de Circ de Catalunya és un festival de circ que se celebra, des de 1997, cada any al mes de maig a Reus, amb actuacions tant al carrer com en teatres de companyies tant catalanes com d'àmbit internacional. Fins a l'any 2011, el mateix festival també se celebrava de forma simultània a Vilanova i la Geltrú.
Es considera que és la primera fira de circ consolidada de l'Estat espanyol i, actualment, és una dels mercats estratègics d'arts escèniques de Catalunya designats per l'Institut Català de les Empreses Culturals.

## Història
El Trapezi va ser ideat a mitjans dels anys noranta per Alfred Fort i Bienve Moya, tècnics de cultura dels ajuntaments de Reus i Vilanova i la Geltrú, respectivament, amb l'objectiu d'incentivar i difondre el circ d'expressió contemporània.
Jordi Aspa i Bet Miralta, de la companyia Escarlata Circus, en van ser els primers directors. Cada any, el festival se celebrava simultàniament a Reus i Vilanova, que s'alternaven els rols de seu principal i seu secundària. En algunes de les primeres edicions el Trapezi també va comptar amb algunes subseus com Lleida, Vila-seca i Cubelles.

#### La divisió del Trapezi entre Reus i Vilanova
A partir del 2001 el Trapezi rep el suport i el reconeixement de l'INAEM, però l'Ajuntament de Vilanova i la Geltrú decideix desentendre's de la seva organització. El fort rebuig ciutadà davant d'aquesta decisió fa que el consistori vilanoví reconsideri la seva posició i organitzi un festival paral·lel al de Reus anomenat Festival de Circ i Firaires Trapezi de Vilanova que perdura fins a la seva desaparició definitiva l'any 2011.
Durant aquest període, Jordi Aspa i Bet Miralta van continuar al capdavant del Trapezi de Reus, mentre que la direcció del Trapezi de Vilanova va recaure respectivament en Bienve Moya (2001 - 2009), Johnny Torres i Manuela Gracián (2010) i Johnny Torres i Jordi Gaspar (2011).

#### Després de la desaparició del Trapezi de Vilanova
El 2011, Jordi Gaspar va ser nomenat nou director del Trapezi de Reus després que Jordi Aspa i Bet Miralata anunciessin la seva decisió d'abandonar-ne la direcció després de quinze edicions. Gaspar, que havia dirigit l'última edició del Trapezi de Vilanova, va ser escollit entre quatre candidats i va ser renovat en el càrrec el 2014. L'etapa de Jordi Gaspar va estar marcada per les retallades derivades de la crisi econòmica de 2008, a causa de les quals el festival va estar en risc de desaparèixer.
El 2017, l'artista argentí Leandro Mendoza, de la companyia Cíclicus i primer director artístic de La Central del Circ va ser nomenat nou director artístic del Trapezi mitjançant un concurs públic. Sota la seva direcció, el Trapezi va veure augmentar notablement el seu pressupost i va celebrar els seus primers 25 anys, amb motiu dels quals es va estrenar el documental Trapezi. Art, espectacle i vida, dirigit per Teresa Turiera i Erol Ileri.
També sota la direcció de Mendoza es va celebrar l'anòmala edició del 2020, marcada per les restriccions sanitàries de la pandèmia de la COVID-19, que el van transformar en un festival essencialment virtual, i que van obligar a traslladar l'activitat presencial al mes d'octubre.
El 2023, un nou concurs públic va seleccionar la companyia La Puça Espectacles, encapçalada per la pallassa i acròbata Alba Sarraute i Pons i l'actriu i gestora cultral Cristina Cazorla Fernández, com a nova responsable de la direcció del Trapezi.

### L'elefant del Trapezi
Des dels seus inicis, la figura de l'elefant ha esdevingut símbol de continuïtat del Trapezi. La seva imatge sovint és present en els cartells i els materials promocionals de la fira i una carrossa amb la seva figura es passeja pels carrers de la ciutat durant els dies del festival, sovint acompanyant diversos espectacles itinerants. L'origen d'aquesta figura rau en un gravat d'un llibre antic sobre circ i fou construïda per l'empresa gegantera Ventura & Hosta Cartrons de Girona.

## Públic i espais d'actuació
Durant el Trapezi es fan representacions a La Palma, a la plaça del Baluard, a la plaça de la Llibertat, a la plaça Mercadal, a la plaça Prim, i als teatres Bartrina i Fortuny de Reus, entre altres indrets. Durant el festival, que és referent internacional en el seu àmbit, es poden veure diverses tècniques de circ. Normalment es programa una mitjana d'una trentena d'espectacles de circ contemporani amb diferents disciplines, artistes i companyies provinents de Catalunya, de la resta de l'estat espanyol i de l'àmbit internacional.
Part de la programació és d'entrada gratuïta, però també es poden trobar espectacles de pagament a preus populars i assequibles. L'assistència de públic habitual és d'unes 100.000 persones.

## Artistes
Entre els artistes i les companyies de circ que han participat en alguna ocasió al Trapezi destaquen: Pepa Plana, Manolo Alcántara, Graziella Galán, Miguel Ángel Fernández Vanelli, Celso Pereira i Francesca Lissia (de la companyia Celso i Frana), Escarlata Circus, Alba Sarraute, Oriol Boixader (OriolO), Los Galindos, Psirc, la companyia Rhum & Cía., el Circ “eia”, el Circ Bover, Atempo Circ, Marta Sitja, Cirque Trottola, Cirque Barcode, Cirque Rouages, Treteux du Coeur Volant o Les P´tits Bras, entre molt altres.
Cada any, el cartell del Trapezi és realitzat per un artista, dissenyador gràfic o il·lustrador diferent.

## Premis i reconeixements
El 2012 el Trapezi va rebre el Premio Nacional de Circo, atorgat pel Ministeri de Cultura.

## Direccions del Trapezi
- 1997 - 2011: Jordi Aspa i Bet Miralta (companyia Escarlata Circus)[5][41]
- 2012 - 2017: Jordi Gaspar[11]
- 2017 - 2022: Leandro Mendoza (companyia Cíclicus)[14]
- 2023 - 2026: Alba Sarraute i Pons i Cristina Cazorla Fernández (La Puça Espectacles)[21][22]

## Galeria d'imatges

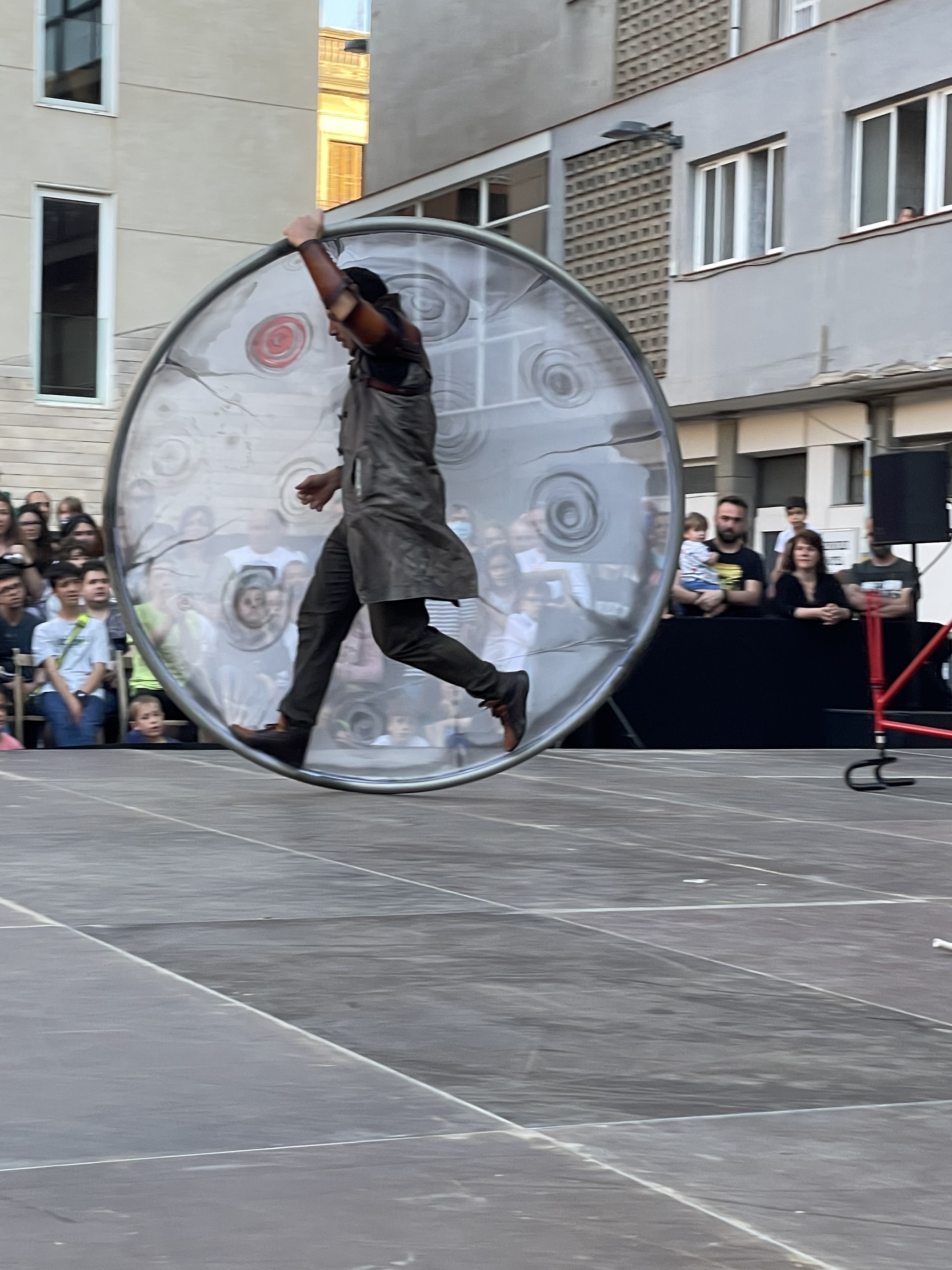
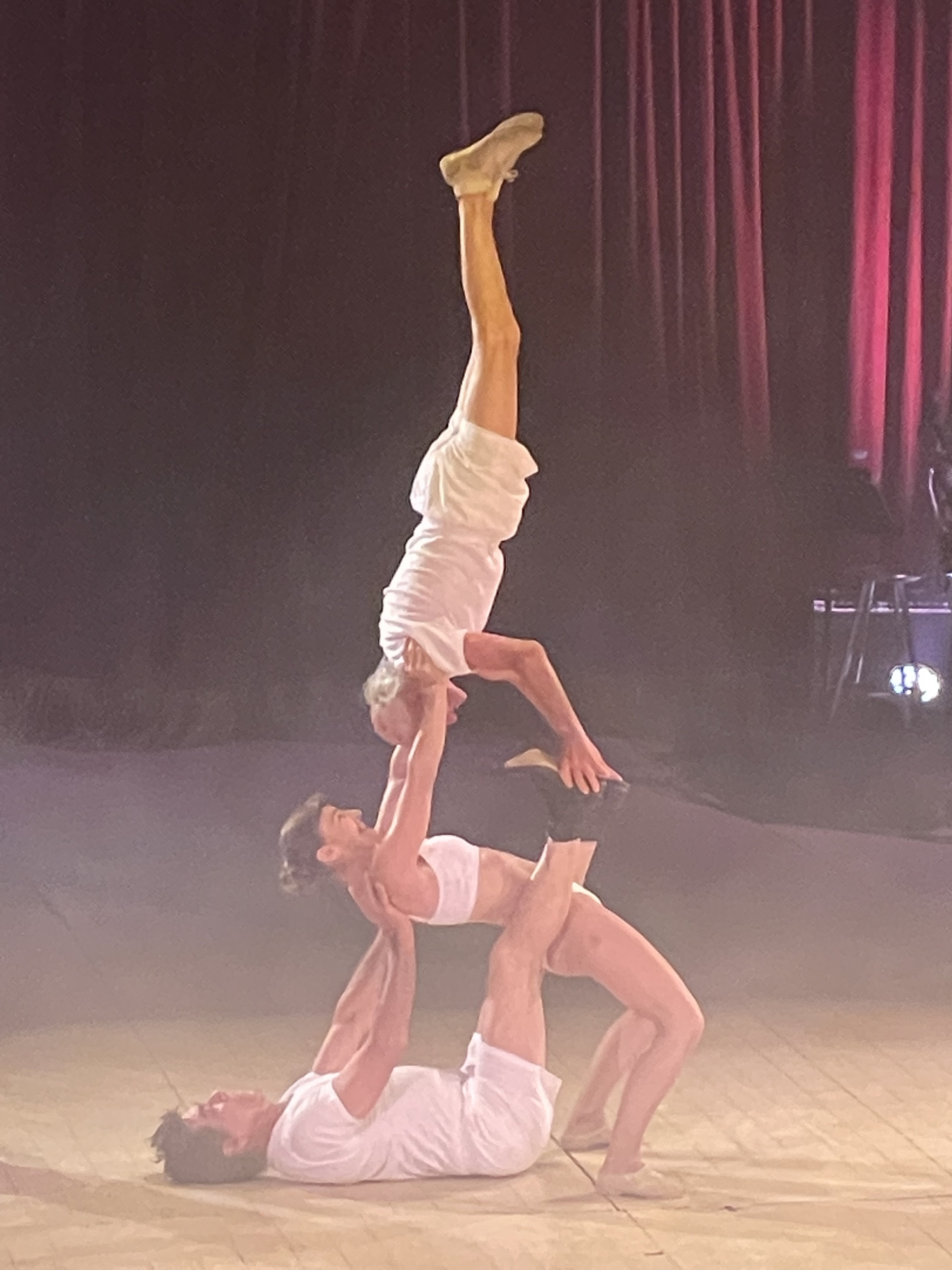
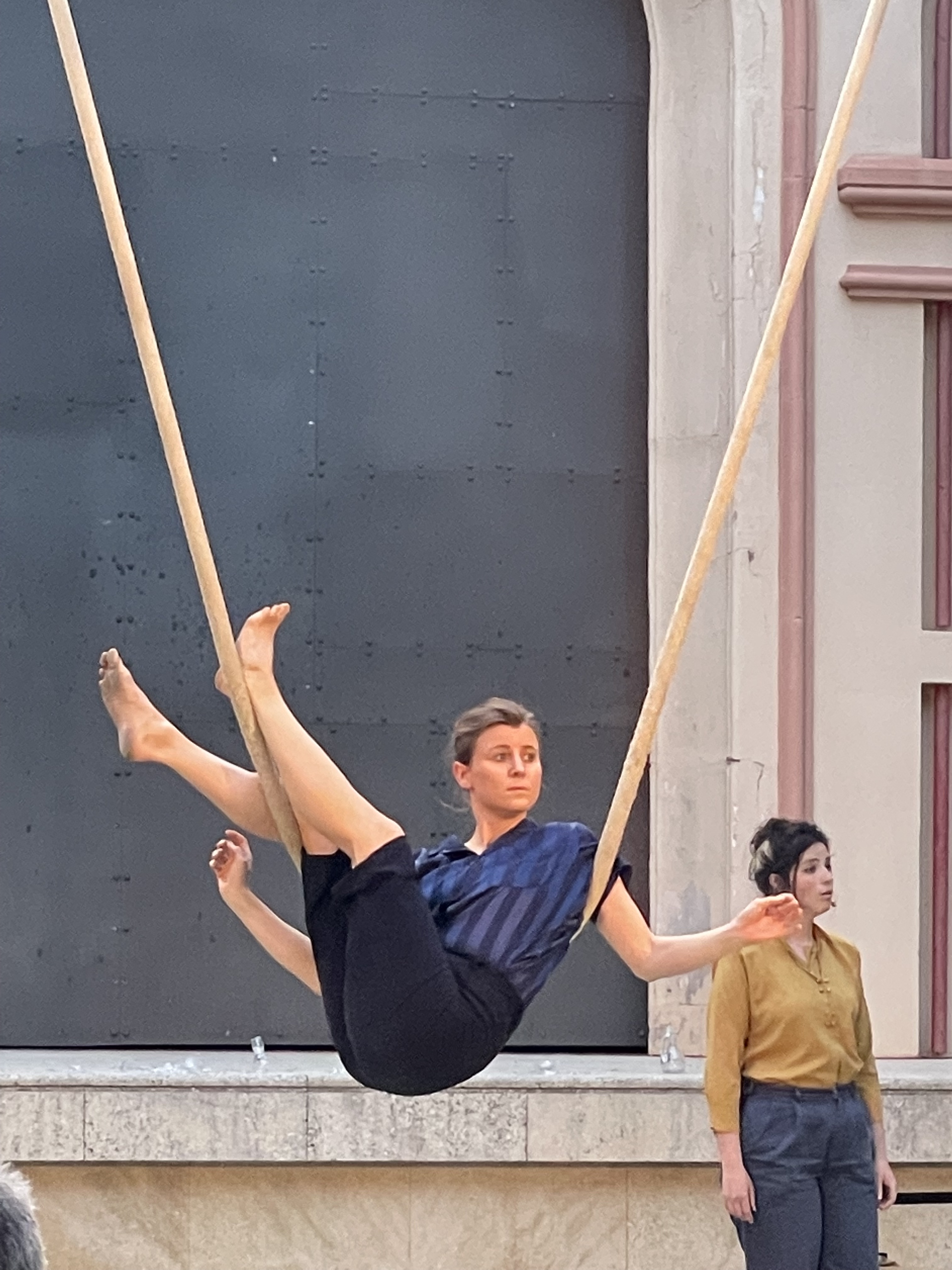
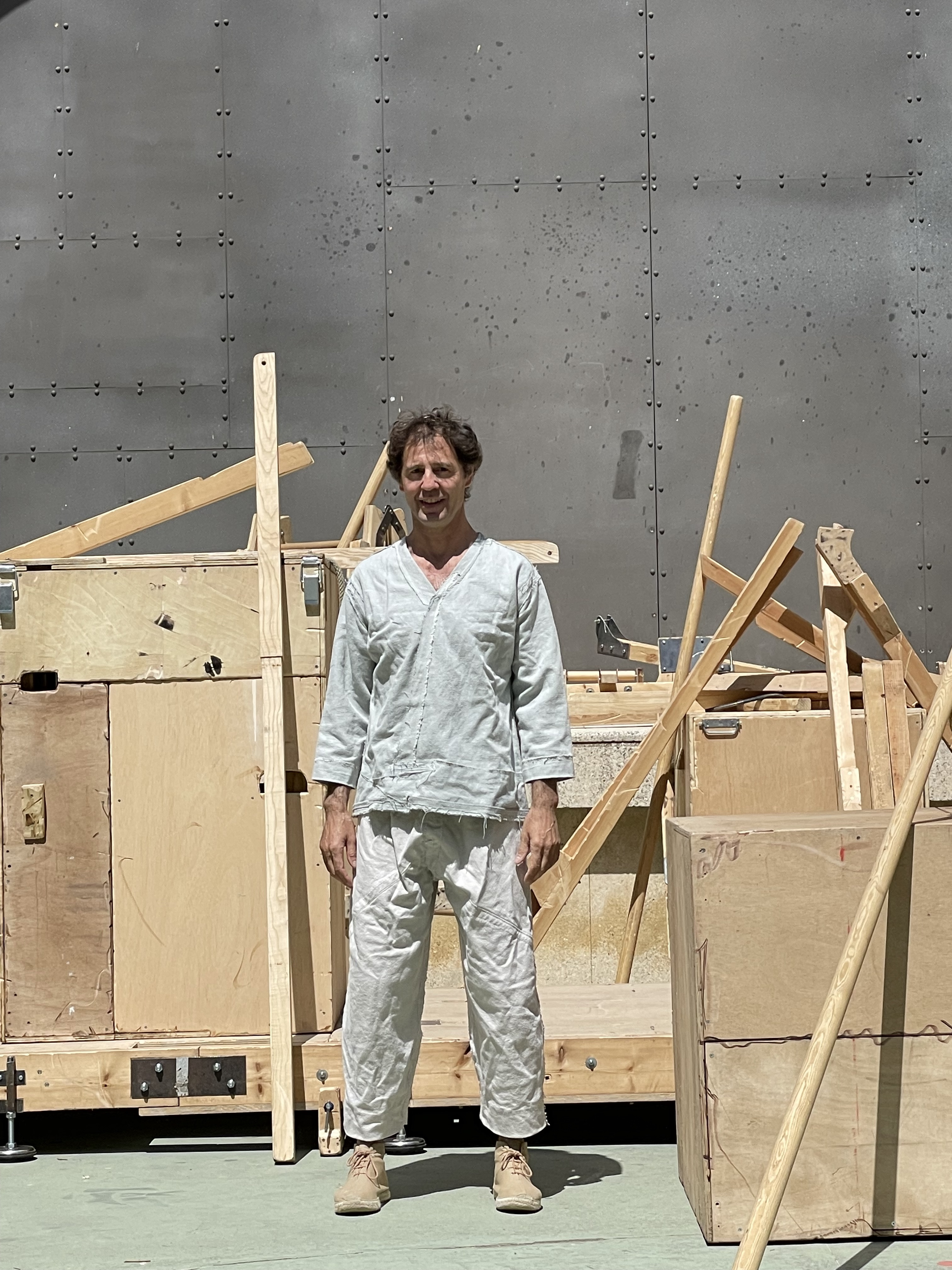
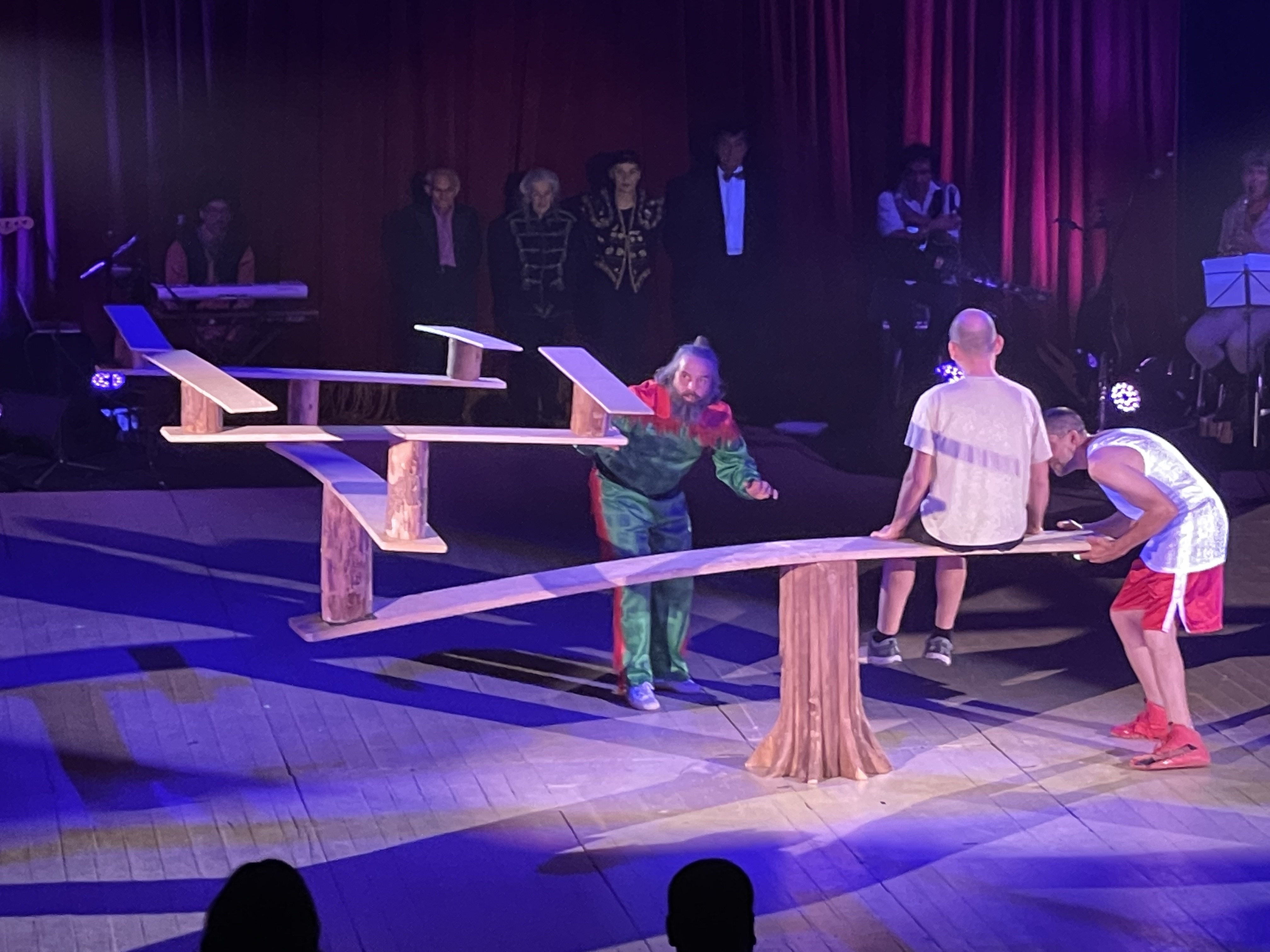
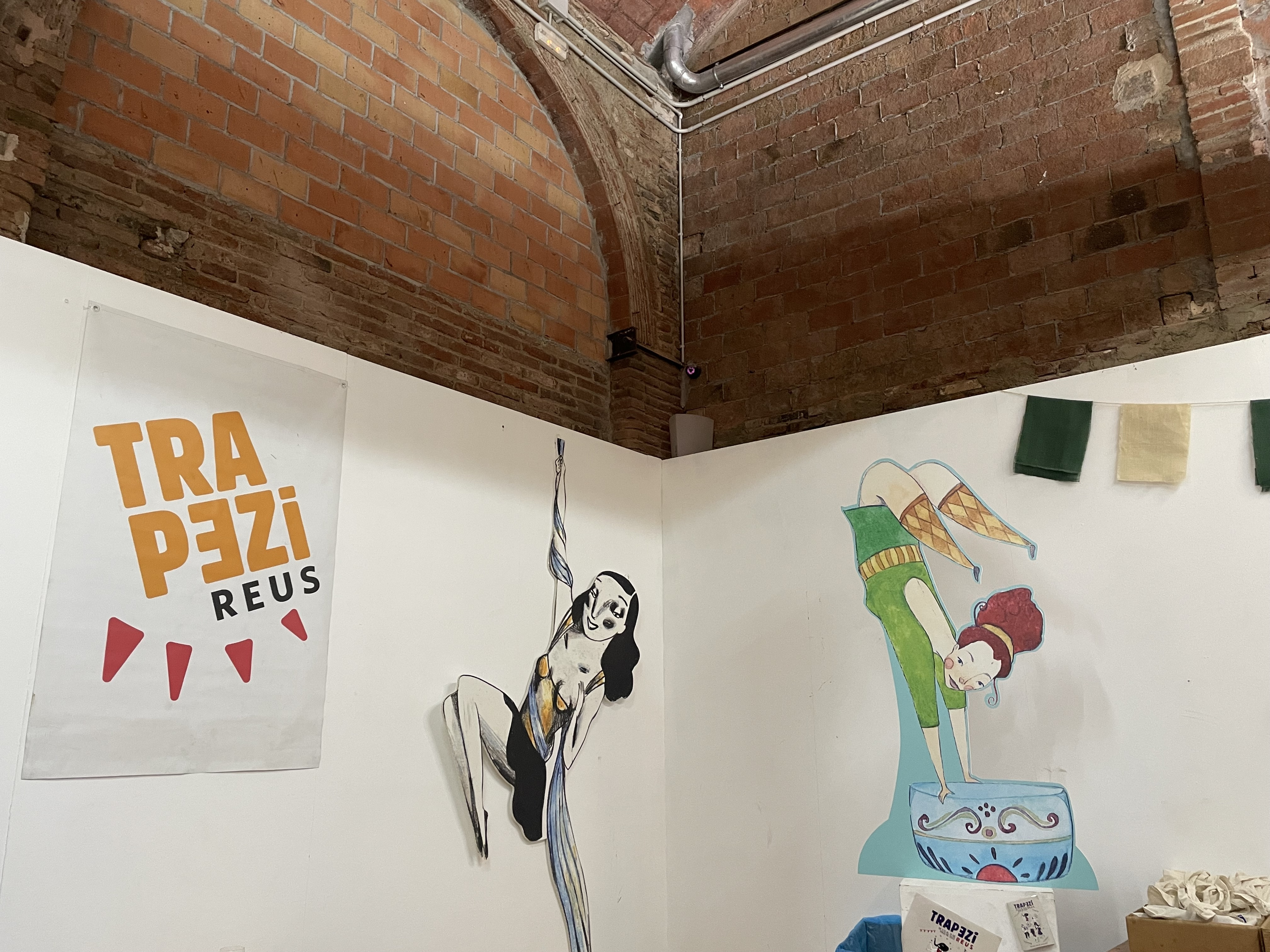
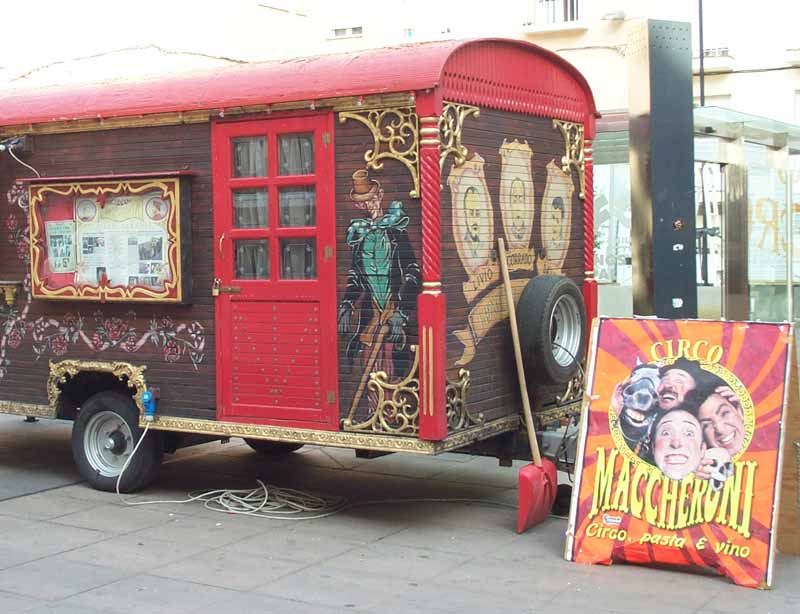
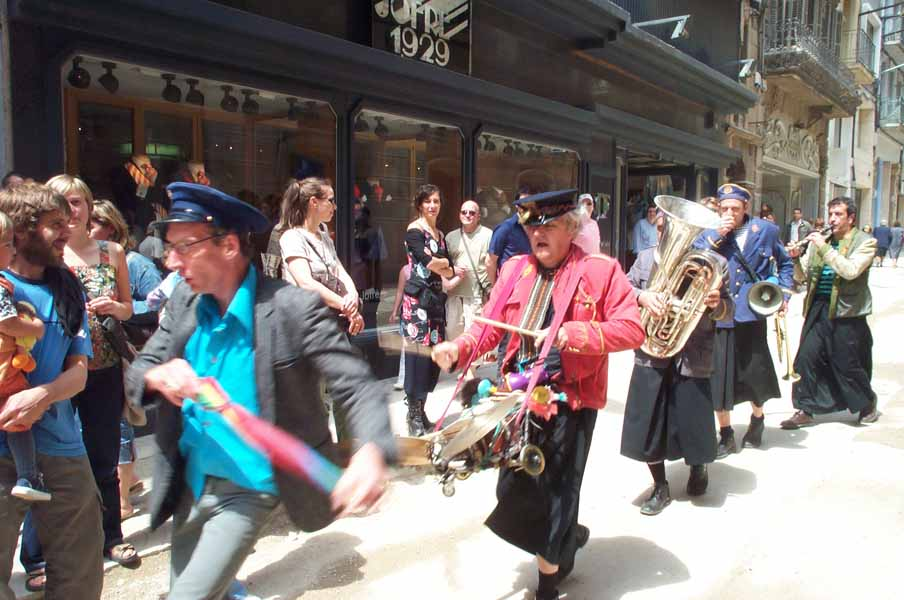